# Candida Alvarez
Candida Alvarez (nascida em 1955) é uma artista e professora estadunidense, conhecida por suas pinturas e desenhos.
Alvarez expôs no Museu Whitney de Arte AmericanaMoMA PS1, Museu de Arte Contemporânea de Chicago, e no Museu de Arte Contemporânea de Houston. Seu trabalho pertence às coleções de arte pública do Whitney, Instituto de Arte de Chicago, Museu de Artes de San Jose, no Museu de Belas Artes da Virgínia, entre outros. Ela foi nomeada 2022 US Latinx Artist Fellow e foi reconhecida pela Fundação Helen Frankenthaler, Fundação Joan Mitchell e a Fundação Pollock-Krasner. Ela vive e trabalha em Chicago e Baroda, Michigan e é professora de pintura e desenho na Escola do Instituto de Arte de Chicago.

## Educação e carreira
Alvarez nasceu em 1955 no Brooklyn, filha de pais que chegaram de Porto Rico dois anos antes. Ela cresceu em um prédio alto no projeto de habitação pública Farragut Houses. Alvarez frequentou a Universidade Fordham no Lincoln Center em Nova York e formou-se em arte de estúdio/artes liberais em 1977; ela estudou na Escola Skowhegan de Pintura e Escultura em 1981. No início de sua carreira em Nova York, ela trabalhou como curadora no El Museo del Barrio e expôs em exposições coletivas em instituições como o Museu do Brooklyn, MoMA PS1, Studio Museum in Harlem (residência artística) e Jamaica Arts Center. Nesse período, fez exposições individuais no Exit Art (1985), no Museu do Queens (1991) e no Museu de Artes di Bronx (1992), entre outros.
Em 1995, matriculou-se na Escola de Artes da Universidade de Yale, estudando com Mel Bochner, Rochelle Feinstein e Howardena Pindell. Seus estudos prepararam o terreno para a forma lúdica de abstração pela qual ela é conhecida e culminou em um MFA em 1997. No ano seguinte, ela aceitou um cargo na Escola do Instituto de Arte de Chicago, onde é professora de pintura da FH Sellers, a primeira mulher latina a ter esse título. Em sua carreira posterior, Alvarez foi incluída em grandes pesquisas de abstração ("Magnetic Fields: Expanding American Abstraction, 1960s to Today," Kemper Museum of Contemporary Art, 2017) e arte latina ("Estamos Bien – La Trienal 20 /21",El Museo del Barrio, 2021; "Latinx Abstract", BRIC, 2021; "no existe un mundo poshuracán: Puerto Rican Art in the Wake of Hurricane Maria", Museu Whitney, 2022). Ela teve exposições individuais no Hyde Park Art Center (2012), Chicago Cultural Center (2017), GAVLAK Gallery (Palm Beach, 2019; Los Angeles, 2021) e Monique Meloche Gallery (Chicago, 2020), entre outros locais.
Em 2017, seis obras coloridas existentes de Alvarez foram adaptadas pelo estilista japonês Rei Kawakubo para sua coleção de moda masculina de alta costura "new camouflage" Comme des Garçons.

## Trabalho e recepção
Alvarez retrabalha tanto os materiais quanto os métodos em seu trabalho, resistindo a uma única metodologia visual e rompendo com as distinções entre abstração, representação e conceitualismo. Sua pintura sintetiza uma ampla gama de modos: campos de cores flutuantes, geometrias altamente estruturadas, retratos figurativos suaves, texto e sistemas de orientação invisíveis. A crítica Susan Snodgrass descreveu o processo de Alvarez como sincrético e pertencente "a uma estratégia de fusão cultural e hibridismo que permite a passagem entre diferentes contextos e histórias, assim como o uso de narrativas pessoais e símbolos privados como marcadores de identidade".

### Trabalho inicial
Na década de 1980, Alvarez produziu pinturas amplamente representativas que se baseavam em suas experiências na cidade e na herança porto-riquenha, misturando retratos, paisagens, palavras escritas e iconografia pessoal. Ela frequentemente retratava membros da família; He loved to dream (1985) era uma obra de modo misto de planos retos, ângulos agudos e imagens em relevo retratando seu pai. Pinturas como a obra de três painéis, semelhante a um retábulo, Sit, Stand & Kneel (1986) ou Soy Boricua (I am Puerto Rican) (1989) retrataram protagonistas femininas passivas, obedientes, cautelosas ou cada vez mais poderosas enquanto navegavam nos papéis e identidades. Os críticos caracterizaram essas revelações carregadas de cores e imagens de si mesma e da vida familiar tradicional como introspectivas, temperamentais, emocionalmente carregadas e reminiscentes do realismo mágico, arte ingênua ou poesia confessional; Peggy Cyphers da Arts Magazine comparou-as à arte de Marc Chagall e Paul Klee.
Em trabalhos subsequentes, Alvarez experimentou novos materiais de mídia mista, texturas e formatos de vários painéis que funcionaram como dispositivos estruturais e narrativos. Suas exposições individuais no Museu de Artes do Bronx (1992) e no New Britain Museum of American Art (1996) apresentavam pinturas de múltiplas imagens de formas humanas rudimentares e energias primais abstratas que evocavam temas de crescimento orgânico ou interior. O crítico do New York Times, Holland Cotter, escreveu que o "trabalho lírico e pictórico" mapeou o progresso "da escuridão para a luz e da fragmentação para a totalidade", extraindo força de sua ambigüidade em relação às relações entre figuras humanas e forças naturais. Os painéis sugeriam passagens internas sequenciais, ao mesmo tempo em que serviam como espaços externos quase arquitetônicos, aludindo às janelas do projeto habitacional do 14º andar que ela olhava quando criança (por exemplo, Sisters I and Sisters 2, 1992; Sixteen Stories, 1996). Este trabalho pressagiava seu interesse posterior em serialidade minimalista e abstração gestual.

### Trabalho posterior
Durante seu tempo em Yale, Alvarez estudou teoria das cores e começou a experimentar processos intuitivos, quebra-cabeças e jogos, em parte influenciado por sua amizade com o artista minimalista e conceitual Sol LeWitt. Essas estratégias empurraram seu trabalho para a abstração e remixaram seus aspectos claramente autobiográficos, mantendo sua atenção ao processo e às raízes inspiradoras. Pinturas como Tossing Pennies (1995), que incorporou moedas de um centavo e esferas coloridas pintadas como nós em um esquema de ligar os pontos, foram determinadas pelo acaso; em obras igualmente vibrantes e gráficas, ela usou letras e números como sistemas de organização (por exemplo, Louise ou Jimmy, ambos de 1996).
Nos anos 2000, a obra de Alvarez se caracterizou por uma visualidade decorativa e uma versatilidade pós-moderna que perpassa os estilos contemporâneos. Sua exibição no TBA Exhibition Space (2005) apresentava desenhos peculiares semelhantes a grafites e grandes peças de tecido que evocavam brinquedos, lembranças e histórias pessoais. Desenhos como Celia Mia (2000-1) justapunham padrões florais e geométricos, texto e personagens lúdicos, enquanto os trabalhos em tecido retratavam essas figuras com formas e linhas pretas ousadas costuradas em fio de bordado preto em quadrados de algodão preto semelhantes a cortinas.
As exposições posteriores de Alvarez - "Mambomountain" (Hyde Park Art Center, 2012), "Here" (Chicago Cultural Center, 2017), "Estoy Bien" (Monique Meloche Gallery, 2020) e "Palimpsest" (GAVLAK Los Angeles, 2021) — foram mais focadas na pintura. Em obras monumentais como mary in the sky with diamonds (2005), arroz amargo (2010) e hi ho silver (2008), ela criou superfícies em camadas em movimento repletas de texturas, ideias e restos da cultura pop. New City comparou as formas ondulantes, linhas sinuosas e trechos de texto da última pintura a "um desenho animado que foi picado no liquidificador". A retrospectiva "Here" apresentou quase sessenta obras feitas ao longo de uma carreira de quarenta anos. A exposição foi arranjada de forma acronológica para criar conexões e unida por uma moldura de rodapé de "camuflagem" que deriva do trabalho usado em sua colaboração com Comme des Garçons. Novos trabalhos incluíam jogos sutis entre dentro e fora, sentidos e vistos (por exemplo, Listening to Haruki Murakami while looking at a sunset, 2016) e desafios caprichosos à rigidez e autoridade da grade modernista. Exemplos deste último incluem Remembering Sol LeWitt (2016) — que combinou um tabuleiro de damas previsível, uma teia casualmente sinuosa, glitter dourado e texto roteirizado — e o espacialmente desorientador Rainbows on my Studio Floor (2016), um padrão retrocedente e ligeiramente torto de saturação paralelogramos com base no piso de ladrilho do espaço expositivo.
A exposição "Estoy Bien"  apresentava grandes "Pinturas de ar" de dupla face que empregavam vários idiomas visuais e perdas referenciadas (a morte recente de seu pai), ciclos sazonais e os efeitos das mudanças climáticas - em particular, a devastação de Porto Rico pelo furacão Maria. As pinturas foram feitas de material de malha de PVC parcialmente translúcido e suspensas em molduras de alumínio independentes. Ela os criou imprimindo colagens de imagens manipuladas digitalmente de sua prática de estúdio na malha, que ela então modificou com aplicações gestuais de tinta látex, glitter e tinta e pintou campos de formas geométricas e camufladas (por exemplo, Here to There, 2018 ).
A pintura-título da mostra, Estoy Bien, uma obra vibrante em tons pastéis com salpicos abstratos de coral, azul-água e tinta branca, inspirou o nome e o tema da primeira pesquisa nacional do El Museo del Barrio sobre obras latinas contemporâneas — a maior da a sua história— "Estamos Bien — La Trienal 20/21". O crítico do New York Times, Holland Cotter, descreveu o título de Alvarez como complexo e "tingido de ironia, as palavras sugerindo resiliência e amargura"; o museu chamou de "uma declaração de resiliência desafiadora e uma provocação, combinando um tom sarcástico e positivo". A exposição confrontou sistemas de poder e examinou identidade, racismo estrutural, migração, deslocamento, clima e justiça ecológica por meio do trabalho de 42 artistas e coletivos.
Nas pinturas "Palimpsest" (2021), Alvarez empregou um processo semelhante a suas "pinturas aéreas", digitalizando e imprimindo desenhos — neste caso, em telas de um lado — aplicando camadas transparentes sucessivas que apagavam e se misturavam com as imagens iniciais, criando registros complexos de ação e tempo.

## Prêmios e reconhecimento
Em 2022, Alvarez foi nomeada US Latinx Artist Fellow (Fundação Ford e Fundação Mellon) e recebeu um prêmio em Arte da Academia Americana de Artes e Letras. Ela também foi reconhecida pela Fundação Helen Frankenthaler (2021), Fundação Joan Mitchell (2019), International Artists' Studio Program (Estocolmo, 1999), Fundação Pollock-Krasner (1994), Mid-Atlantic-NEA Regional Fellowship (1988) e New York Foundation for the Arts (1986). Alvarez recebeu residências artísticas da Fundação LUMA (Arles), MacDowell Colony, MoMA PS1, Pilchuck Glass School e Studio Museum no Harlem.
O trabalho de Alvarez pertence a coleções de arte públicas, incluindo a Addison Gallery of American Art, Instituto de Arte de Chicago, Museu de Arte de Baltimore, Museu de Arte de Blanton, Brandywine Workshop and Archives, DePaul Art Museum, El Museo Del Barrio, Museu de Arte Contemporânea de Chicago, Pérez Art Museum Miami, Museu de Arte de San Jose, Studio Museum in Harlem, Museu de Belas Artes da Virgínia, o Museu Whitney, entre outros. Ela também recebeu e completou três comissões de arte pública. Isso inclui "What do you See?", um conjunto de seis vitrais criado para a PS 306, uma escola pública no Bronx; o projeto MTA Arts & Design, B is for Birds in the Bronx (2006), são conjuntos de para-brisas de vidro facetado instalados na estação Bronx Park East em Nova York; e Howlings—Soft Paintings (2017), um mural de látex sobre PVC instalado às margens do rio Chicago como parte do Ano da Arte Pública de Chicago.